# Virginijus Baltušnikas
Virginijus Baltušnikas (ur. 22 października 1968 w Poniewieżu) − litewski piłkarz, w trakcie piłkarskiej kariery występujący na pozycji pomocnika. W reprezentacji Litwy zadebiutował w 1990 roku. W latach 1990−1998 rozegrał w niej 42 mecze, w których zdobył osiem goli.